# Isklinten
Isklinten är ett naturreservat i Umeå kommun i Västerbottens län.
Området är naturskyddat sedan 2009 och är 233 hektar stort. Reservatet omfattar en höjd, Isklinten, två småsjöar och myrmark. Reservatet består av gammal granskog.